# Sélectine
 (décembre 2021).
Si vous disposez d'ouvrages ou d'articles de référence ou si vous connaissez des sites web de qualité traitant du thème abordé ici, merci de compléter l'article en donnant les références utiles à sa vérifiabilité et en les liant à la section « Notes et références ».
Les sélectines sont des glycoprotéines à un seul domaine transmembranaire appartenant à la famille des lectines qui sont des protéines qui lient les résidus glucidiques et oligosaccharidiques des glycoprotéines et des glycolipides. Les sélectines retrouvées chez les mammifères lient uniquement des résidus sialate-galactose-N-Acétylglucosamine-fucose. Il s'agit d'une liaison calcium dépendante. Elles apparaissent à la surface des leucocytes, des plaquettes sanguines et des cellules endothéliales des capillaires sanguins.

Ces protéines entrent donc en jeu dans différents phénomènes :
- les reconnaissances intercellulaires ;
- les phénomènes d'adhérence ;
- l'inhibition de contact.

## Les différents types de sélectines
Il existe trois types de sélectines, qui ne diffèrent que par leur nombre de motifs répétitifs C :
- les sélectines L (en) (leucocytaires), exprimées par les leucocytes ;
- les sélectines P (plaquettaires), exprimées par les plaquettes et les cellules endothéliales ;
- les sélectines E (en) (endothéliales), exprimées par les cellules endothéliales.

## Structure
Les sélectines sont constituées d'un domaine cytoplasmique court, d'un domaine transmembranaire et d'un long domaine extracellulaire. Celui-ci contient des motifs structuraux répétitifs C (constant), un domaine de type EGF et un domaine de type lectine. 
Il existe en plus des formes solubles de la sélectine issues d'un clivage protéolytique ou d'un épissage alternatif. Ces sélectines jouent un rôle de régulation de l'adhérence cellulaire en entrant en compétition pour les résidus oligosaccharidiques avec ses homologues membranaires.

## Les fonctions des sélectines
Les sélectines interviennent dans de nombreux phénomènes. Elles reconnaissent spécifiquement les parties de types glycanes présentes sur les autres cellules, et effectuent des liaisons hétérophiliques. Ce sont des récepteurs lectiniques d'hydrates de carbone.
Elles jouent un rôle dans l'inflammation en créant des interactions faibles et transitoires entre les cellules endothéliales et les leucocytes. Il s'agit de l'étape d'initiation du phénomène de diapédèse.
Les sélectines L interviennent aussi dans la migration des lymphocytes vers les ganglions lymphatiques, mécanisme qui intervient dans la reconnaissance du soi et du non-soi. 
Les sélectines P jouent un rôle dans la fixation des polynucléaires neutrophiles au thrombus
Elles permettent des phénomènes d'adhérences faibles mais de très haute spécificité.
Elles ne sont pas présentes en permanence, et elles peuvent être induites : elles sont présentes dans des vésicules à l'intérieur de la cellule et lorsque la cellule est stimulée, ces vésicules migrent à la surface. L'exposition des sélectines sur la face extracytoplasmique de la membrane plasmique est rapide (quelques minutes seulement, car ne nécessitant pas la synthèse complète, depuis l'ADN).

## L'inhibition de contact
Elles interviennent dans un phénomène particulier : l'inhibition de contact.
Dans une boite de culture, on remarque que les cellules arrêtent de proliférer lorsque toute la surface de la boîte est remplie. Cela signifie qu'un message peut passer de cellule en cellule afin de stopper la prolifération.
Ce message est transmis par les sélectines.

## Utilisation médicale
L'inclacumab et le crizanlizumab est un anticorps monoclonal dirigé contre la sélectine P.